# Lotte Glas
Charlotte Glas, verheiratete Pohl (* 17. Januar 1873 in Wien; † 15. Februar 1944 in Zürich) war eine österreichische Sozialdemokratin, Frauenrechtlerin und Schriftstellerin.

## Leben
Sie kam am 17. Januar 1873 als Charlotte Glas als Kind des Schneiders Marcus Glas und Rosalia Glas (geborene Plautus) in Wien auf die Welt. 1897 trat sie aus der jüdischen Gemeinde Wiens aus. Bereits in frühen Jahren begann sie sich gewerkschaftlich zu engagieren. Neben Adelheid Popp, Anna Altmann, Anna Boschek, Amalie Ryba und Marie Krasa gehörte sie zu jenen Arbeiterinnen, die durch Vorträge und Agitation in ganz Österreich versuchten, Frauenvereine zu gründen. Am 1. Oktober 1893 hatte sie neben Amalie Ryba vor rund tausend Frauen für das Wahlrecht der Frauen gesprochen. Hierfür wurde Amalie Ryba „wegen Schmähung und Verächtlichmachung der Behörden und des Reichsrates“ zu drei Wochen Arrest verurteilt. Lotte Glas wurde sogar „wegen Verbrechens der Beleidigung der Mitglieder des kaiserlichen Hauses“ angeklagt. Sie wurde schuldig gesprochen und „zu vier Monaten schweren Kerkers verurteilt, was sogar beim Bürgertum Entsetzen hervorrief“. Dies geschah, „obwohl festgestellt wurde, daß die Anklage auf zwei nachträglich zusammengekoppelten Berichten zweier Regierungsvertreter beruhte und von den Zeugen widerlegt wurde“. Sie war zu dem Zeitpunkt mit Felix Salten liiert, dem sie von Paul Wertheimer vorgestellt worden war, war mit Karl Kraus befreundet und verkehrte im Café Griensteidl und überhaupt im Umfeld der Wiener Moderne. 
Am 24. März 1895 gebar Glas die gemeinsame Tochter von ihr und Salten. Diese wurde als »Maria Charlotte Lamberg« im Gebärhaus Alserstraße geboren und danach – wie für außerhalb der Ehe geborene Kinder gängig – zu einer Kostfrau aufs Land gegeben. Das Kind starb nach nur 4 Monaten in Gerasdorf. Saltens Behandlung von Glas (die er mit ihrer Schwester Emma betrog) wurde auch zu einem der Gründe des Zerwürfnisses zwischen Salten und Kraus, das mit einer Ohrfeige endete.
Arthur Schnitzler schildert eine ihr nachgebildete Figur in seinem Roman Der Weg ins Freie unter dem Namen Therese Golowski. 1898 war sie mit Anna Boschek Gründungsmitglied des Frauenreichskomitees der Sozialdemokratischen Partei Österreichs und bemühte sich, damit ein zentrales Organ für die Arbeiterinnenbewegung zu schaffen. Im August 1900 heiratete sie den Diplomaten Otto Pohl. Mit ihm hatte sie die Tochter Annie Pohl, die Malerin wurde (verh. Chiaromonte, Wien, 21. September 1901 – Toulouse, 28. August 1941). Sie hielt Vorträge und schrieb regelmäßig für die Arbeiter-Zeitung. Ihre Texte stammen aus ganz Europa, da sie durch die Berufslaufbahn des Mannes regelmäßig den Wohnort wechseln musste. Spätestens nach dem Ersten Weltkrieg dürften ihr Mann und sie sich getrennt haben, da dieser mit einer neuen Lebensgefährtin zusammenlebte. In den 1920er Jahren arbeitete sie als Sekretärin der internationalen Gewerkschaftsorganisation.

## Werke
- Christliche und proletarische Frauenbewegung. In: Arbeiterinnen-Zeitung. VII. Jahrgang, Nr. 24. Wien 22. Dezember 1898, S. 2–3 (Digitalisat [abgerufen am 17. Januar 2023]).
- Die sozialdemokratischen Arbeiterinnen über die Thaten der Christlich-Sozialen. In: Arbeiterinnen-Zeitung. VIII. Jahrgang, Nr. 7. Wien 6. April 1899, S. 1–5 (Digitalisat [abgerufen am 17. Januar 2023]).
- Die Verkürzung der Arbeitszeit und die Frauen. In: Arbeiterinnen-Zeitung. VIII. Jahrgang, Nr. 11. Wien 1. Juni 1899, S. 3–5 (Digitalisat [abgerufen am 17. Januar 2023]).
- Zur Kritik der Frauendebatte auf dem Brünner Parteitage. In: Arbeiterinnen-Zeitung. VIII. Jahrgang, Nr. 20. Wien 19. Oktober 1899, S. 1–3 (Digitalisat [abgerufen am 17. Januar 2023]).
- Die Fortschritte der Arbeiterinnenbewegung in Österreich. In: Dokumente der Frauen, Bd. 3, Nr. 2, 1900 (Digitalisat)
- Wirthschaftgemeinschaften. In: Dokumente der Frauen, Bd. 5, Nr. 1, 1901 (Digitalisat)
- Pariser Frauenarbeit in der Kriegszeit. In: Arbeiterinnen-Zeitung, 15. Dezember 1914
- »Allerlei« von damals. In: Gedenkbuch. 20 Jahre Österreichische Arbeiterinnenbewegung. Im Auftrag des Frauenreichskomitees herausgegeben von Adelheid Popp. Wien 1912, S. 75–81. online
- Lotte Pohl-Glas (Ascona): Zu Viktor Adler kommen. In: Arbeiter-Zeitung, 24. Juni 1932 online
  - erneut in: Emma Adler, Wanda Lanzer (Hrsg.): Victor Adler im Spiegel seiner Zeitgenossen. Verlag der Wiener Volksbuchhandlung, Wien 1968.